# Ncurses
Ncurses (new curses) è una libreria di funzioni software che gestisce il display di un'applicazione su un terminale a caratteri. Essa fornisce un'API, che supporta funzionalità grafiche e l'utilizzo del mouse su un terminale a caratteri in modo indipendente dalle caratteristiche del terminale stesso.
La libreria ncurses rappresenta un'implementazione libera della precedente libreria curses per SVr4 (UNIX System V Rel. 4 di AT&T) della quale include ed estende le capacità. Il codice originariamente scritto da Pavel Curtis, sviluppato da Zeyd Ben-Halim, Eric S. Raymond, e successivamente da Thomas Dickey e Jurgen Pfeifer, Alexander V Lukyanov, Philippe Blain, Sven Verdoolaege, è manutenuto dal progetto GNU e distribuito con licenza MIT.

## Librerie ed utility
Il pacchetto GNU ncurses comprende le librerie di programmazione libcurses, libpanel, libmenu e libform ed include una serie di utility che sono:
- captoinfo: Converte una descrizione termcap in una descrizione terminfo.
- clear: Pulisce lo schermo.
- infocmp: Traduce, confronta o stampa descrizioni terminfo.
- infotocap: Converte una descrizione terminfo in una descrizione termcap.
- reset: Riavvia un terminale impostandone i valori di default.
- tic: Compila un file terminfo per le funzioni delle librerie ncurses.
- tack: Esegue un test sul corretto inserimento nel database terminfo.
- toe: Mostra l'elenco di tutti i tipi di terminale supportati con una descrizione.
- tput: Rende disponibili alla shell i valori delle risorse dipendenti da terminale.
- tset: Consente l'inizializzazione di un terminale.[5][6]